# Jarno Trulli
Jarno Trulli (Pescara, 13. srpnja 1974.) bivši talijanski vozač Formule 1.

## Vanjske poveznice
- Službena stranica Jarna Trullia